# 검은술저빌
검은술저빌(Gerbillus famulus)은 황무지쥐아과에 속하는 설치류의 일종이다. 주로 아라비아 반도 남서부 지역에 걸쳐 분포한다.

## 생태
무리를 지어 생활하고 굴을 파는 종이다. 다른 종의 굴 속에서 발견되기도 한다.

## 분포 및 서식지
아라비아 반도 남서부 지역 예멘에서 주로 발견된다. 대극속 식물이 우거진 구릉 지대에서 서식한다.